# Garra duobarbis
Garra duobarbis és una espècie de peix cipriniforme de la família dels ciprínids.

## Morfologia
Els mascles poden assolir els 6,7 cm de longitud total.

## Distribució geogràfica
És un endemisme d'Etiòpia.